# Okazaki Shinji
Okazaki Shinji (岡崎 慎司 (Cương Khi Thận Tư)) (sinh ngày 16 tháng 4 năm 1986) là một cựu cầu thủ bóng đá chuyên nghiệp người Nhật Bản từng thi đấu ở vị trí tiền đạo hoặc tiền vệ tấn công. 
Khởi đầu sự nghiệp tại câu lạc bộ Nhật Bản Shimizu S-Pulse, Okazaki sau đó chuyển đến Đức thi đấu cho VfB Stuttgart và 1. FSV Mainz 05. Anh hiện là cầu thủ Nhật Bản ghi nhiều bàn thắng nhất tại Bundesliga. Ở đội tuyển Nhật Bản, anh đang đứng thứ ba trong danh sách những cầu thủ ghi bàn nhiều nhất trong lịch sử đội tuyển nước này.

## Sự nghiệp câu lạc bộ

### Shimizu S-Pulse
Sau khi tốt nghiệp trường trung học phổ thông Takigawa Daini năm 2004, Okazaki đã ký hợp đồng chuyên nghiệp với câu lạc bộ S-Pulse ngay năm kế tiếp. Tháng 12 năm 2005, anh có trận đấu đầu tiên tại J. League khi vào sân thay người trong trận gặp Sanfrecce Hiroshima. Ngày 15 tháng 4 năm 2007, anh có bàn thắng đầu tiên trong sự nghiệp vào lưới Kawasaki Frontale. Anh kết thúc mùa giải đầu tiên với ba bàn thắng sau 13 trận.
Okazaki ghi được mười bàn thắng trong 27 trận đấu mùa giải 2008 và cùng S-Pulse tham dự trận chung kết cúp J. League nhưng để thua Oita Trinita 2-0. Ở hai mùa bóng 2009 và 2010, anh tiếp tục thể hiện phong độ ghi bàn cao.

### VfB Stuttgart
Ngày 30 tháng 1 năm 2011, Okazaki chuyển đến câu lạc bộ Đức VfB Stuttgart. Hợp đồng của anh có thời hạn đến năm 2014. Ngày 17 tháng 2 năm 2011, Anh có trận đấu ra mắt Stuttgart gặp câu lạc bộ Benfica tại Europa League. Ngày 20 tháng 2 năm 2011, Okazaki lần đấu thi đấu tại Bundesliga trong trận VfB Stuttgart tiếp Bayer 04 Leverkusen. Bàn thắng đầu tiên mà Okazaki ghi được cho clb Đức là pha lập công từ ngoài vòng cấm vào lưới Hannover 96.
Ở trận đấu đầu mùa giải 2011–12 gặp Schalke 04, Okazaki được vào sân thay người ở hiệp 2 và anh đã ghi bàn ấn định chiến thắng 3-0 sau một cú sút xa ở phút 90. Pha làm bàn từ một cú ngã bàn đèn của Okazaki trong trận gặp Hannover 96 ngày 19 tháng 2 năm 2012 đã được bình chọn là bàn thắng đẹp nhất tháng của Bundesliga. Sau Yasuhiko Okudera (tháng 4 năm 1978), Okazaki là cầu thủ Nhật Bản thứ 2 từng giành được giải thưởng này tại Đức.
Okazaki có mùa giải 2012–13 không thành công khi chỉ ghi được một bàn tại Bundesliga. Anh rời Stuttgart sau mùa giải này với tổng cộng 10 bàn thắng sau 63 trận tại Bundesliga. 

### Mainz 05
Ngày 1 tháng 7 năm 2013, Okazaki chuyển đến thi đấu cho câu lạc bộ Mainz 05. Anh có bàn thắng đầu tiên cho Mainz ngay trong trận ra mắt và giành thắng lợi 3-2 với chính đội bóng cũ Stuttgart. Okazaki có cú đúp đầu tiên trong sự nghiệp tại Bundesliga để đem về chiến thắng 2-0 cho Mainz trước Eintracht Braunschweig. Ngày 24 tháng 11 năm 2013, anh lại có một cú đúp nữa giúp Mainz đánh bại Werder Bremen 3-2. Ở vòng đấu cuối cùng của lượt đi, anh lập một cú đúp và góp công trong một bàn thắng khác giúp Mainz hạ Hamburg 3-2 ngay trên sân khách.
Ngày 15 tháng 3 năm 2014, cú đúp của Okazaki trong trận đấu với TSG 1899 Hoffenheim giúp cho Mainz lội ngược dòng đánh bại Hoffenheim 4-2 sau khi đã bị dẫn trước 2-0. Một tháng sau đó, anh có cú đúp thứ năm trong mùa giải, nhưng lần này đã không thể giúp Mainz tránh khỏi thất bại 4-2 trước Borussia Dortmund. Anh kết thúc mùa bóng 2013-14 với 14 bàn thắng, giúp anh trở thành cầu thủ Nhật Bản ghi được nhiều bàn thắng nhất trong một mùa giải Bundesliga, vượt qua thành tích 13 bàn thắng do Kagawa Shinji thiết lập tại Borussia Dortmund vào mùa giải 2011-12.
Ngay trong trận đấu đầu tiên của mùa giải 2014-15, anh đã ghi bàn mở tỉ số trong trận hòa 2-2 của Mainz với đội bóng vừa thăng hạng Bundesliga SC Paderborn 07. Ngày 13 tháng 9 năm 2014, anh có cú đúp vào lưới Hertha Berlin giúp đội bóng của mình giành chiến thắng 3-1, đây là bàn thắng thứ 27 và 28 của anh tại Bundesliga, giúp anh chính thức trở thành cầu thủ Nhật Bản ghi nhiều bàn thắng nhất tại giải đấu bóng đá cao nhất nước Đức.

### Leicester City

#### 2015-16
Ngày 26 tháng 6 năm 2015, Okazaki chuyển đến câu lạc bộ Leicester City tại Premier League với phí chuyển nhượng ước tính 7 triệu £. Anh có trận đấu đầu tiên trên đất Anh trong chiến thắng 4-2 trước Sunderland tại trận đấu mở màn mùa giải 2015-16 vào ngày 8 tháng 8 năm 2015. Một tuần sau đó, anh có bàn thắng đầu tiên cho Leicester City cũng như tại Premier League khi mở tỉ số trong trận thắng West Ham United 2-1.
Ngày 19 tháng 12 năm 2015, Okazaki ghi bàn thắng ấn định chiến thắng 3-2 trước Everton tại Goodison Park, giúp Leicester City giữ vững ngôi đầu bảng vào thời điểm Giáng sinh. Ngày 14 tháng 3 năm 2016, Okazaki ghi bàn duy nhất bằng cú ngả bàn đèn tuyệt đẹp trong trận đấu với Newcastle. Chiến thắng này giúp Leicester City tiếp tục duy trì khoảng cách 5 điểm với đội xếp thứ hai trên bảng xếp hạng Premier League là Tottenham.
Ngày 2 tháng 5 năm 2016, Okazaki chính thức trở thành cầu thủ Nhật Bản thứ hai sau Kagawa Shinji có được danh hiệu vô địch Premier League sau khi Leicester đăng quang trước hai vòng đấu. Đây cũng là danh hiệu vô địch cấp câu lạc bộ đầu tiên của anh.

#### 2016-17
Okazaki lập cú đúp trong trận đấu vòng ba Cúp EFL 2016–17 giúp Leicester dẫn trước Chelsea 2-0 nhưng sau đó đội bóng của anh đã để thua ngược 4-2 và bị loại. Ngày 22 tháng 10 năm 2016, anh có được bàn thắng đầu tiên tại Premier League 2016-17 và là bàn thắng đầu tiên của anh tại Premier League sau 14 trận trong trận thắng Crystal Palace 3-1. Một tháng sau đó, anh có pha lập công đầu tiên trong sự nghiệp tại UEFA Champions League giúp Leicester đánh bại Club Brugge 2-1 và là cầu thủ người Nhật Bản thứ 6 làm được điều này. Ngày 3 tháng 12, anh vào sân từ băng ghế dự bị đã ghi được bàn thắng rút ngắn tỉ số xuống còn 2-1 cho Leicester tring cuộc đối đầu với Sunderland nhưng đây cũng là tỉ số cuối cùng của trận đấu.
Ngày 29 tháng 4 năm 2017, Okazaki kiến tạo cho Jamie Vardy ghi bàn thắng duy nhất trong trận đấu với West Bromwich tại Premier League. Ngày 13 tháng 5, anh chấm dứt chuỗi 23 trận không ghi bàn trên mọi đấu trường với bàn thắng trong trận thua 2-1 trước Manchester City.

#### 2017-18
Ngày 11 tháng 8 năm 2017, Okazaki là người có pha lập công đầu tiên cho Leicester trong mùa giải mới khi ghi bàn gỡ hòa 1-1 trong trận thua 4-3 trước Arsenal tại vòng 1 Premier League 2017-18. Một tuần sau đó, anh ghi bàn mở ti số trong trận thắng Brighton & Hove Albion. Ngày 19 tháng 9, Leicester lọt tiếp vào vòng 4 Cúp Liên đoàn Anh sau chiến thắng 2-0 trước Liverpool và Okazaki một lần nữa là người mở tỉ số trận đấu. Trong trận đấu bốn ngày sau đó gặp lại chính Liverpool tại Giải Ngoại hạng Anh, anh tiếp tục lập công nhưng lần này Leicester lại để thua 2-3.
Ngày 21 tháng 10, Okazaki lại lập công mang về chiến thắng cho Leicester trước Swansea City, bàn thắng thứ năm của anh trong 9 trận gần nhất tại Giải Ngoại hạng Anh, thành tích mà trước đó phải mất 51 trận anh mới đạt được. Ngày 13 tháng 12, anh có cú đúp bàn thắng và một pha kiến tạo trong trận thắng Southampton 4-1 và đây cũng là lần đầu tiên Okazaki vừa ghi bàn vừa kiến tạo trong một trận đấu ở Ngoại hạng Anh.

## Sự nghiệp đội tuyển quốc gia

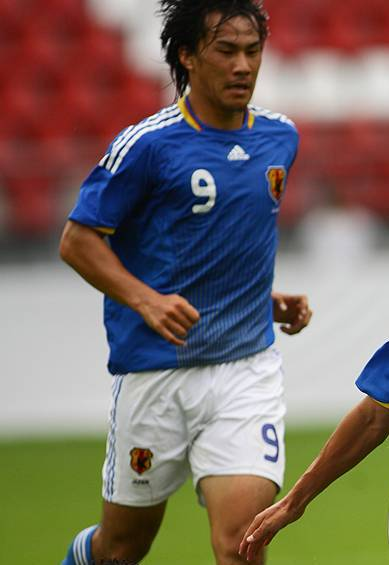
Okazaki trong màu áo đội tuyển Nhật Bản.

Okazaki lần đầu khoác áo đội tuyển quốc gia vào ngày 9 tháng 10 năm 2008, trong trận giao hữu gặp UAE. Anh cũng là thành viên của đội tuyển Nhật Bản tham dự vòng chung kết Thế vận hội Mùa hè 2008. Okazaki lập hat-trick đầu tiên vào lưới đội tuyển Hồng Kông ngày 8 tháng 10 năm 2009 và ghi thêm hat-trick khác trong trận gặp Togo sáu ngày sau đó (14 tháng 10 năm 2009). Anh còn được tổ chức IFFHS trao tặng danh hiệu vua phá lưới thế giới 2009 nhờ 15 bàn thắng đã ghi được cho ĐTQG.
Tháng 6 năm 2010, anh được huấn luyện viên Okada Takeshi đưa vào đội hình đội tuyển Nhật Bản tham dự World Cup 2010 tại Nam Phi. Ngày 24 tháng 6, Okazaki ghi bàn thắng ấn định chiến thắng 3-1 trước Đan Mạch để cùng Nhật Bản lọt vào đến vòng đấu loại trực tiếp World Cup 2010.
Ngày 17 tháng 1 năm 2011, anh ghi hat-trick thứ ba trong sự nghiệp của mình ở trận thắng 5–0 trước Ả Rập Saudi tại Cúp bóng đá châu Á 2011, giải đấu mà đội tuyển Nhật Bản sau đó đã giành chức vô địch sau khi thắng Úc 1-0 trong trận chung kết.
Tại Cúp Liên đoàn các châu lục 2013, Okazaki đã có hai bàn thắng trong các trận đấu với Ý và Mexico nhưng đội tuyển Nhật Bản đã bị loại sau cả ba trận toàn thua. Anh là cầu thủ ghi nhiều bàn thắng nhất tại Vòng loại giải vô địch bóng đá thế giới 2014 khu vực châu Á với tám bàn thắng.
Tháng 6 năm 2014, anh tiếp tục có tên trong danh sách 23 cầu thủ Nhật Bản tham dự World Cup 2014 tại Brasil, giải đấu mà đội tuyển Nhật Bản đã bị loại ngay sau vòng bảng. Anh có mặt trong đội hình chính thức trong cả ba trận đấu vòng bảng của đội tuyển Nhật Bản tại giải đấu này và ghi được một bàn thắng trong thất bại 1-4 trước Colombia.
Đầu năm 2015, Okazaki tiếp tục được gọi vào đội tuyển Nhật Bản tham dự Cúp bóng đá châu Á 2015. Tại giải đấu này, anh đã có một bàn thắng trong trận đấu với Palestine tại vòng bảng.
Ngày 28 tháng 3 năm 2017, Okazaki đạt đến cột mốc 50 bàn thắng trong trận đấu thứ 108 cho đội tuyển quốc gia với pha lập công trong chiến thắng 4-0 trước Thái Lan tại vòng loại World Cup 2018.
Ngày 31 tháng 5 năm 2018, Okazaki được chọn tham dự giải đấu World Cup lần thứ ba trong sự nghiệp tại Nga sau khi huấn luyện viên Nishino Akira chốt danh sách 23 cầu thủ chính thức.
Sau khi đội tuyển Nhật Bản giành ngôi á quân Asian Cup 2019, Okazaki Shinji chính thức chia tay đội tuyển quốc gia sau 11 năm gắn bó, tổng cộng anh đã thi đấu 119 trận và ghi được 50 bàn thắng.

## Phong cách thi đấu
Okazaki không có được thể hình tốt với chiều cao 1m74 và kỹ thuật cá nhân khéo léo, nhưng lại có tốc độ và khả năng ghi bàn nhạy bén. Điểm mạnh của anh là khả năng chạy chỗ thông minh, chọn vị trí chính xác để đón nhận những đường chuyền từ đồng đội, thoát khỏi sự đeo bám của các hậu vệ rồi tung ra những cú dứt điểm đầy quyết đoán. Huấn luyện viên Kasper Hjulmand của Mainz 05 khen anh là "mẫu trung phong hiện đại, và thật may mắn khi chúng tôi có anh trong đội hình. Khả năng di chuyển thông minh và dứt điểm quyết đoán của anh luôn là nỗi ám ảnh với mọi hàng phòng ngự".
Khi thi đấu cho Leicester City, mặc dù không ghi nhiều bàn, anh vẫn lấy được sự tin tưởng của huấn luyện viên Claudio Ranieri và chiếm lấy vị trí của Leonardo Ulloa.

## Thống kê sự nghiệp

### Câu lạc bộ
Tính đến  ngày 12 tháng 5 năm 2019
| Câu lạc bộ          | Mùa giải            | Giải đấu            | Giải đấu | Giải đấu | Cup1 | Cup1 | League Cup2 | League Cup2 | Châu lục3 | Châu lục3 | Tổng cộng | Tổng cộng |
| Câu lạc bộ          | Mùa giải            | Giải đấu            | Trận     | Bàn      | Trận | Bàn  | Trận        | Bàn         | Trận      | Bàn       | Trận      | Bàn       |
| ------------------- | ------------------- | ------------------- | -------- | -------- | ---- | ---- | ----------- | ----------- | --------- | --------- | --------- | --------- |
| Shimizu S-Pulse     | 2005                | J1 League           | 1        | 0        | 3    | 0    | 1           | 0           | -         | -         | 5         | 0         |
| Shimizu S-Pulse     | 2006                | J1 League           | 7        | 0        | 3    | 0    | 2           | 0           | -         | -         | 12        | 0         |
| Shimizu S-Pulse     | 2007                | J1 League           | 21       | 5        | 2    | 0    | 2           | 0           | -         | -         | 25        | 5         |
| Shimizu S-Pulse     | 2008                | J1 League           | 27       | 10       | 2    | 1    | 5           | 0           | -         | -         | 34        | 11        |
| Shimizu S-Pulse     | 2009                | J1 League           | 34       | 14       | 3    | 2    | 4           | 1           | -         | -         | 41        | 17        |
| Shimizu S-Pulse     | 2010                | J1 League           | 31       | 13       | 4    | 2    | 2           | 1           | -         | -         | 37        | 16        |
| Shimizu S-Pulse     | Tổng cộng           | Tổng cộng           | 121      | 42       | 17   | 5    | 16          | 2           | -         | -         | 154       | 49        |
| VfB Stuttgart       | 2010–11             | Bundesliga          | 12       | 2        | -    | -    | -           | -           | 2         | 0         | 14        | 2         |
| VfB Stuttgart       | 2011–12             | Bundesliga          | 26       | 7        | 3    | 0    | -           | -           | -         | -         | 29        | 7         |
| VfB Stuttgart       | 2012–13             | Bundesliga          | 25       | 1        | 6    | 1    | -           | -           | 11        | 2         | 42        | 4         |
| VfB Stuttgart       | Tổng cộng           | Tổng cộng           | 63       | 10       | 9    | 1    | -           | -           | 13        | 2         | 85        | 13        |
| 1. FSV Mainz 05     | 2013–14             | Bundesliga          | 33       | 15       | 2    | 0    | -           | -           | -         | -         | 35        | 15        |
| 1. FSV Mainz 05     | 2014–15             | Bundesliga          | 32       | 12       | 1    | 1    | -           | -           | 2         | 1         | 35        | 14        |
| 1. FSV Mainz 05     | Tổng cộng           | Tổng cộng           | 65       | 27       | 3    | 1    | -           | -           | 2         | 1         | 70        | 29        |
| Leicester City      | 2015–16             | Premier League      | 36       | 5        | 2    | 1    | 1           | 0           | 0         | 0         | 39        | 6         |
| Leicester City      | 2016–17             | Premier League      | 30       | 3        | 3    | 0    | 1           | 2           | 7         | 1         | 41        | 6         |
| Leicester City      | 2017–18             | Premier League      | 27       | 6        | 2    | 0    | 2           | 1           | 0         | 0         | 31        | 7         |
| Leicester City      | 2018–19             | Premier League      | 21       | 0        | 1    | 0    | 3           | 0           | 0         | 0         | 25        | 0         |
| Leicester City      | Tổng cộng           | Tổng cộng           | 114      | 14       | 8    | 1    | 7           | 3           | 7         | 1         | 136       | 19        |
| Tổng cộng sự nghiệp | Tổng cộng sự nghiệp | Tổng cộng sự nghiệp | 363      | 93       | 37   | 8    | 23          | 5           | 22        | 4         | 445       | 110       |

1Bao gồm Cúp Hoàng đế Nhật Bản và DFB-Pokal.
2Bao gồm Cúp J. League.
3Bao gồm UEFA Europa League.

### Quốc tế
Tính đến 24 tháng 6 năm 2019